# H. E. Bates

H. E. Bates (1932)

Herbert Ernest Bates (Rushden, Northamptonshire, 16 de mayo de 1905 – Canterbury, 29 de enero de 1974) fue un escritor y guionista inglés. Aficionado a la jardinería y defensor de la vida rural en la campiña inglesa, de su obra más popular destaca la serie de novelas dedicadas a los Larkin, una familia de granjeros del condado de Kent, que inició con la publicación en 1958 de The Darling Buds of May. Ya de forma póstuma sería llevada por uno de sus hijos a la televisión entre 1991 y 1993, (uno de los primeros trabajos de Catherine Zeta Jones),  y posteriormente en 2021.
Requerido por la Real Fuerza Aérea durante la Segunda Guerra Mundial, escribió una serie de relatos motivadores durante el conflicto. Algunas de las historias se publicaron originalmente en el News Chronicle con el seudónimo de "Flying Officer X". Posteriormente aparecieron en forma de libro como Las personas más grandes del mundo y otras histori y Cómo duermen los valientes y otras historias. También, tras ser destinado en las colonias británicas en el Lejano Oriente, escribió dos novelas sobre Birmania, The Purple Plain ( 1947) y The Jacaranda Tree (1949), y otra ambientada en la India, The Scarlet Sword (1950). Hay que anotar que parte de ese trabajo fue prohibido debido a varios desacuerdos dentro del gobierno. Tendrían que transcurrir 30 años, hasta que Bob Ogley publicase en 1994 parte de esa obra censurada, con el título Flying Bombs over England. Y quedaron pendientes de aparición los escritos sobre la dificultad de rastrear aviones enemigos durante la noche, reflejados en 'Night Interception Battle.
Obras como My Uncle Silas, A Moment in Time, Fair Stood the Wind for France y Love for Lydia, serían llevadas al cine.

## Obra

### Novelas
- The Two Sisters (1926)
- Catherine Foster (1929)
- Charlotte's Row (1931)
- The Fallow Land (1932)
- The Poacher (1935)
- A House of Women (1936)
- Spella Ho (1938)
- Fair Stood the Wind for France (1944)
- The Cruise of the Breadwinner (1946)
- The Purple Plain (1947)
- Dear Life (1949)
- The Jacaranda Tree (1949)
- The Scarlet Sword (1950)
- The Grass God (1951)
- Love for Lydia (1952)
- The Feast of July (1954)
- The Sleepless Moon (1956)
- A Crown of Wild Myrtle (1962)
- A Moment in Time (1964)
- The Distant Horns of Summer (1967)
- The Triple Echo (1970)

#### En la serie de Los Larkin
- The Darling Buds of May (1958)
- A Breath of French Air (1959)
- When the Green Woods Laugh (1960)
- Oh! To be in England (1963)
- A Little of What You Fancy (1970)

### Relatos y novela corta
- The Seekers (1926)
- The Spring Song and in View of the Fact That (1927)
- Day's End (1928)
- Alexander (1929)
- The Tree (1930)
- The Hessian Prisoner (1930)
- A Threshing Day for Esther (1930)
- Charlotte Esmond (1930) o Mrs Esmond's Life (1931)
- A German Idyll (1932)
- Sally Go Round the Moon (1932)
- The Black Boxer (1932)
- The Story Without an End (1932)
- The House with the Apricot (1933)
- Time (1933)
- The Lily (1933)
- The Woman who had Imagination (1934)
- The Duet (1935)
- The Mill (1935)
- The Ox (1939)
- I Am Not Myself (1939)
- The Beauty of the Dead (1940)
- The Bride Comes to Evensford (1943)
- Colonel Julien (1951)
- The Delicate Nature (1953)
- Dulcima (1953)
- The Nature of Love (1953)
- The Daffodil Sky (1955)
- Summer in Salander (1955)
- The Grapes of Paradise (1956)
- The Queen of Spain Fritillary (1956)
- Death of a Huntsman (1957)
- A Great Day for Bonzo (1957)
- A Month by the Lake (1957)
- Night Run to the West (1957)
- A Prospect of Orchards (1957)
- The White Wind (1957)
- An Aspidistra in Babylon (1959)
- The Watercress Girl (1959)
- Mr Featherstone Takes a Ride (1961)
- Now Sleeps the Crimson Petal (1961)
- The Day of the Tortoise (1961)
- The Ring of Truth (1961)
- The Quiet Girl (1962)
- The World is Too Much With Us (1962)
- The Fabulous Mrs V (1964)
- The Simple Life (1967)
- The Chords of Youth (1968)
- The Four Beauties (1968)
- The White Admiral (1968)
- The Dam (1971)
- The Man Who Loved Squirrels (1971)
- The Song of the Wren (1972)
- The Yellow Meads of Asphodel (1976)

### Libros de cuentos
- Day's End and Other Stories (1928)
- Seven Tales and Alexander (1929)
- The Black Boxer Tales (1932)
- The Woman Who Had Imagination and Other Stories (1934)
- Thirty Tales (1934)
- Cut and Come Again (1935)
- Something Short and Sweet (1937)
- Country Tales (1938)
- The Flying Goat (1939)
- The Beauty of the Dead and Other Stories (1940)
- Thirty-One Selected Tales (1947)
- The Bride Comes to Evensford and Other Tales (1949)
- Colonel Julian and Other Stories (1951)
- Twenty Tales (1951)
- Selected Short Stories of H.E. Bates (1951)
- The Daffodil Sky (1955)
- Selected Stories (1957)
- The Watercress Girl (1959)
- An Aspidistra in Babylon (1960)
- Now Sleeps the Crimson Petal and Other Stories (1961)
- The Golden Oriole (1962)
- Seven by Five (1963)
- The Fabulous Mrs V (1964)
- The Wedding Party (1965)
- The Wild Cherry Tree (1968)
- The Song of the Wren (1972)
- The Good Corn and other Stories (1974)
- A Party for the Girls (1988)
- Love in a Wych Elm and Other Stories (2009)
- My Uncle Silas (1939)
- Sugar for the Horse (1957)

#### Flying Officer “X”
- The Greatest People in the World and Other Stories (1942)
- How Sleep the Brave and Other Stories (1943)
- Something in the Air (1944)
- The Stories of Flying Officer “X” (1952)

### Teatro
- The Last Bread (1926) (a play in one act)[8][9]
- The Day of Glory (1945) (obra en tres actos)[10]

### Ensayos, crónicas y jardinería
- Flowers and Faces (1935)
- Through the Woods (1936)
- Down the River (1937)
- The Seasons & The Gardener (1940)
- In the Heart of the Country (1942)
- O More Than Happy Countryman (1943)
- War Pictures by British Artists (1943)
- Country Life (1943)
- There's Freedom in the Air (1944)
- The W.A.A.F in Action (1944)
- Flying Bombs over England (1945)
- The Tinkers of Elstow (1946)
- The Country Heart (1949)
- Fawley Achievement (1951)
- The Country of White Clover (1952)
- Edward Garnett (1950)
- A Love of Flowers (1971)
- A Fountain of Flowers (1974)

### Crítica
- The Modern Short Story (1942)

### Literatura infantil
- The Seekers (1926)
- The Seasons & The Gardener (1940)
- Achilles the Donkey (1962)
- Achilles and Diana (1963)
- Achilles and the Twins (1964)
- The White Admiral (1968)

### Autobiográficos
- The Vanished World (1969)
- The Blossoming World (1971)
- The World in Ripeness (1972)